# Andrée Lescot
Andrée Lescot là một ca sĩ, showgirl, soprano và con gái của tổng thống Haiti Élie Lescot. Lescot được đào tạo ở Canada, nơi cô đã học 8 năm tại École de musique Vincent-d'Indy. Cô được giới thiệu trên đài phát thanh địa phương trước khi chuyển đến Paris, nơi cô tham dự nhạc viện Versailles. Sau đó, cô đã nhận được một vai trong một vở nhạc kịch của Albert Willemetz. Cô đã xuất bản một số bản thu âm các bài hát dân gian Haiti và Louisiana, cùng với giáo sư âm nhạc người Pháp Roger Bourdin  và dàn nhạc của ông. Được miêu tả trong bộ trang phục cầm cung và mũi tên, cô nhận được sự chú ý trên báo chí Mỹ gốc Phi năm 1954 vì đóng vai chính trong một phiên bản tái hiện ở Lausanne, Thụy Sĩ. Năm 1952, cô xuất hiện trên một chương trình truyền hình của Canada có tên "Chansons Créoles avec Andrée Lescot" nơi cô hát ba bài hát Dân ca Haiti. Năm 1955, album Chansons Créoles Chansons Folkloriques D'Haïti được phát hành trên nhãn London International. Cùng năm đó, cô kết hôn với nam diễn viên người Pháp Roger Murciano.

## Giải thưởng sớm
Tại Canada. Cô đứng thứ hai tại một cuộc thi hát Ngôi sao của ngày mai ở Toronto.

## Sự nghiệp sớm ở Canada
Trước khi rời Canada đến Paris, Lescot đã cung cấp một số buổi hòa nhạc và bài đọc trên đài phát thanh Canada. Cô đã hát với dàn nhạc của Jean Deslauriers và trình bày tại một hội nghị với Jean Vallerand.

## Danh sách đĩa hát
Chansons Créoles, Chansons Folkloriques d'Haiti. Nhãn: Quốc tế Luân Đôn, 1955 
Chansons Créoles, Chansons Folkoriques d'Haiti, Nhãn: Decca, 1960s 
Chansons Créoles, Nhãn: Decca, 1960 